# Горячкина, Людмила Александровна
Горячкина Людмила Александровна (род. 7 октября 1938 года, Кострома) — советский и российский врач аллерголог-иммунолог, первый городской аллерголог Москвы, кандидат медицинских наук, профессор, до 2019 года заведующая кафедрой клинической аллергологии РМАНПО .

## Биография
Родилась в Костроме. В 1956 году окончила московскую среднюю школу № 266 с золотой медалью и поступила на лечебный факультет Первого Московского Ордена Ленина медицинского института имени И. М. Сеченова (1-й МОЛМИ).
По окончании института в 1962 году стала работать участковым врачом в Москве. Через несколько лет перешла работать в созданный по инициативе академика АМН СССР А. Д. Адо аллергологический кабинет 1-й Градской больницы. С 1965 по 1966 год заведовала аллергологическим подразделением 1-й городской клинической больницы города Москвы, стояла у истоков развития аллергологии в СССР и была одним из первых профильных специалистов в Москве.
В 1967 году стала аспирантом Научно-исследовательской аллергологической лаборатории АМН СССР (НИАЛ), возглавляемой академиком А. Д. Адо.
В 1970 году была принята на работу в Центральный институт усовершенствования врачей ассистентом на кафедру II терапии, руководимой академиком АМН СССР Б. Е. Вотчалом. В 1971 году перешла работать на организованную кафедру клинической аллергологии, где прошла путь от ассистента до заведующей кафедрой, которой является с 1979 года. Кафедра клинической аллергологии — одна из первых созданных в СССР учебных кафедр данного профиля, где получали и получают первичную специализацию, усовершенствование и сертификацию большинство аллергологов России и стран СНГ.
В 1971 году она стала идейным вдохновителем созданного на базе городской клинической больницы № 52 отделения аллергологии (с 2016 года — Городской центр аллергологии и иммунологии с первым в России отделением профильного дневного стационара, в котором наблюдаются пациенты с тяжелыми формами аллерго- и иммунологических заболеваний). В этом же году защитила кандидатскую диссертацию по теме: «Влияние специфической гипосенсибилизации на некоторые показатели внешнего дыхания при бронхиальной астме».
На протяжении более 20 лет была главным специалистом аллергологом-иммунологом Центральной государственной медицинской академии Управления делами Президента РФ.
Автор более 300 научных работ, статей и монографий. Под ее руководством было подготовлено и успешно защищено более 25 кандидатских диссертаций.
Внесла огромный вклад в популяризацию научных знаний и достижений медицины в области аллергологии и иммунологии. При её активном участии и руководстве на протяжении многих лет проводятся региональные и всероссийские конференции, школы-семинары по актуальным вопросам аллергологии и иммунологии. Член редакционного совета журнала «Медицинская иммунология».

## Семья
Муж — Кирилл Павлович Кашкин, советский и российский специалист в области инфекционной и неинфекционной иммунологии и иммунохимии, академик АМН СССР (1986), академик РАН (2013).

## Избранные труды
- Горячкина Л. А. Провокационные аллергические тесты. Москва: [б. и.], 1973.
- Профилактика бронхита [Текст] / Л. Горячкина, В. Адо, И. Минков, Т. Ещанов. М.: Знание, 1977.
- Горячкина Л. А. Клиника и специфическая диагностика лекарственной аллергии. М.: ЦОЛИУВ, 1979.
- Горячкина Л. А. Стандартизация и лечебные формы аллергенов / Л. А. Горячкина, М. К. Фролова. М.: ЦОЛИУВ, 1983.
- Горячкина Л. А. Аллергия, конституция, наследственность и иммунитет. М.: Знание, 1984.
- Лекарственная аллергия и перекрестные аллергенные свойства препаратов, справочник. / Л. А. Горячкина, Г. А. Барышникова Г.А. и др. М., 1998.
- Аллерген-специфическая иммунотерапия в клинической практике: учебное пособие / Н. Г. Астафьева, Л. А. Горячкина. М., 2007.
- Локальная аллергенспецифическая иммунотерапия: учебное пособие / Л. А. Горячкина, Н. М. Ненашева, О. С. Дробик, Бжедугова Е. Р. М., 2008.
- Клиническая аллергология и иммунология: руководство для практикующих врачей / под ред. Л. А. Горячкиной, К. П. Кашкина. М.: Миклош, 2009.
- Легочные эозинофилии: учебное пособие / Л. А. Горячкина, Е. П. Терехова. М., 2012.
- Анафилаксия – диагностика и лечение: учебное пособие / Д. С. Фомина, Л. А. Горячкина. М., 2017.
- Антигистаминные препараты: учебное пособие / Д. С. Фомина,  Л. А. Горячкина. М., 2017.
- Горячкина Л. А. Клиническая аллергология. Избранные лекции: практические рекомендации / Л. А. Горячкина, Е. П. Терехова, О. В. Себекина. М.: Мед. информ. агентство (МИА), 2017.

## Дополнительные сведения
Видеозапись выступления: Горячкина Л. А. Аллерген-специфическая иммунотерапия в лечении бронхиальной астмы // 11 научно-практическая конференция с международным участием «Междисциплинарные аспекты болезней органов дыхания и аллергических болезней». 2018. 27 октября.